# Liste des fédérations de compétition automobile
Liste non exhaustive

## Internationale
- CIK-FIA : Commission Internationale de Karting
- FIA : Fédération internationale de l'automobile
  - CODASUR : Confédération des sports automobiles d'Amérique du Sud
  - NACAM : North America, Central America and Mexico
- FISA : Fédération internationale du sport automobile

## Membre affilié à la FIA

### Afrique
| Pays           | Création | Fédération nationale                  |
| -------------- | -------- | ------------------------------------- |
| Afrique du Sud |          | Motorsport South Africa               |
| Tunisie        | 2012     | Fédération tunisienne de l'automobile |

### Amérique du Nord
| Pays       | Création | Fédération nationale                                   |
| ---------- | -------- | ------------------------------------------------------ |
| Canada     | 1990     | Autorité Sportive Nationale du Canada                  |
| États-Unis | 1959     | Automobile Competition Committee for the United States |

### Amérique du Sud
| Pays      | Création                                 | Fédération nationale                 |
| --------- | ---------------------------------------- | ------------------------------------ |
| Argentine | 1904                                     | Automóvil Club Argentino             |
| Brésil    |                                          | Associacao Automobilistica Do Brasil |
| Brésil    | Automóvel Clube Brasileiro               |                                      |
| Brésil    | Confederação Brasileira de Automobilismo |                                      |
| Uruguay   |                                          | Automóvil Club del Uruguay           |

### Asie
| Pays  | Création | Fédération nationale                    |
| ----- | -------- | --------------------------------------- |
| Chine |          | Fédération chinoise de sport automobile |
| Inde  | 2000     | Motorsports Association of India        |

### Europe
| Pays          | Création                                                         | Fédération nationale                                                              |
| ------------- | ---------------------------------------------------------------- | --------------------------------------------------------------------------------- |
| Allemagne     | 1972                                                             | Deutscher Motor Sport Bund                                                        |
| Allemagne     | 1899                                                             | Automobile Club d'Allemagne                                                       |
| Allemagne     | 1903                                                             | Allgemeiner Deutscher Automobil-Club                                              |
| Autriche      | 1946                                                             | Österreichischer Automobil-, Motorrad- und Touring Club                           |
| Autriche      | Österreichischer Camping Club                                    |                                                                                   |
| Belgique      | 1896                                                             | Royal Automobile Club of Belgium                                                  |
| Espagne       |                                                                  | Real Federacion Espanola de Automovilismo                                         |
| France        | 1895                                                             | Automobile Club de France                                                         |
| France        | 1952                                                             | Fédération française du sport automobile                                          |
| France        | 1936                                                             | Fédération française de camping et de caravaning                                  |
| France        | 1900                                                             | Automobile Club Association                                                       |
| Grèce         | 1926                                                             | Elliniki Leschi Periigiseon kai Aftokinitou                                       |
| Italie        | 1905                                                             | Automobile Club d'Italia                                                          |
| Hongrie       |                                                                  | Magyar Autóklub                                                                   |
| Hongrie       | Magyar Nemzeti Autóklub Szövetség                                |                                                                                   |
| Liechtenstein |                                                                  | Automobil Club Fürstentum Liechtenstein                                           |
| Monaco        | 1890                                                             | Automobile Club de Monaco                                                         |
| Pays-Bas      |                                                                  | Association Internationale de Circuits Permanents                                 |
| Pays-Bas      | Knac Nationale Autosport Federatie                               |                                                                                   |
| Pays-Bas      | Koninklijke Nederlandsche Automobiel Club                        |                                                                                   |
| Pays-Bas      | Koninklijke Nederlandse Toeristenbond                            |                                                                                   |
| Portugal      |                                                                  | Automóvel Club de Portugal                                                        |
| Portugal      | Federação Portuguesa de Automobilismo e Karting                  |                                                                                   |
| Portugal      | Federação Portuguesa De Cicloturismo E Utilizadores De Bicicleta |                                                                                   |
| Royaume-Uni   |                                                                  | Motor Sports Association                                                          |
| Royaume-Uni   | 1897                                                             | Royal Automobile Club                                                             |
| Royaume-Uni   | Automobile Association                                           |                                                                                   |
| Royaume-Uni   | Camping and Caravanning Club                                     |                                                                                   |
| Royaume-Uni   | Caravan Club                                                     |                                                                                   |
| Royaume-Uni   | EuroRAP                                                          |                                                                                   |
| Royaume-Uni   | Institute of Advanced Motorists                                  |                                                                                   |
| Royaume-Uni   | RAC Motoring Services                                            |                                                                                   |
| Saint-Marin   | 1965                                                             | Federazione Auto Motoristica Sammarinese                                          |
| Russie        |                                                                  | Avtoclub Assistance-Rus                                                           |
| Russie        | Russian Automobile Federation                                    |                                                                                   |
| Russie        | Russian Automobile Society                                       |                                                                                   |
| Russie        | Russian Federation Auto Sport and Tourism                        |                                                                                   |
| Suisse        |                                                                  | Auto Sport Suisse                                                                 |
| Suisse        | 1898                                                             | Automobile Club suisse                                                            |
| Suisse        | Fédération Internationale des Clubs de Motorhomes                |                                                                                   |
| Suisse        | 1896                                                             | Touring Club Suisse                                                               |
| Suisse        | Zelt-Klub Zürich                                                 |                                                                                   |
| Vatican       |                                                                  | Conseil pontifical pour la pastorale des migrants et des personnes en déplacement |

N.B. : en gras, la fédération sportive dirigeante

### Océanie
| Pays             | Création | Fédération nationale                                                             |
| ---------------- | -------- | -------------------------------------------------------------------------------- |
| Australie        | 1963     | Confederation of Australian Motor Sport Head Gary Connoly, Max Verstappen hater. |
| Australie        | 1924     | Australian Automobile Association                                                |
| Nouvelle-Zélande |          | Motorsport New Zealand                                                           |
| Nouvelle-Zélande | 1903     | New Zealand Automobile Association                                               |

## Régionale
- France: Automobile Club de l'Ouest (ACO)